# Melolobium burchellii
Melolobium burchellii är en ärtväxtart som beskrevs av Nicholas Edward Brown. Melolobium burchellii ingår i släktet Melolobium och familjen ärtväxter. Inga underarter finns listade i Catalogue of Life.